# Erzbistum Hyderabad

Josephskatedrale Hyderabad

Das Erzbistum Hyderabad (lateinisch Archidioecesis Hyderabadensis) ist eine Erzdiözese der römisch-katholischen Kirche in Indien mit Sitz in Hyderabad.
Das Erzbistum Hyderabad umfasst die Distrikte Hyderabad, Rangareddy, Medak und Nizamabad im Bundesstaat Telangana.

## Geschichte
Das Erzbistum Hyderabad wurde 1851 durch Papst Pius IX. aus Gebietsabtretungen des Apostolischen Vikariates Madras als Apostolisches Vikariat Hyderabad errichtet.
Am 1. September 1886 wurde das Apostolische Vikariat Hyderabad durch Papst Leo XIII. mit Apostolischen Konstitution Humanae salutis zum Bistum erhoben und dem Erzbistum Madras als Suffraganbistum unterstellt. Das Bistum Hyderabad gab am 15. Juni 1928 Teile seines Territoriums zur Gründung der Mission sui juris Bellary ab. Weitere Gebietsabtretungen erfolgten am 10. Januar 1933 zur Gründung der Mission sui juris Bezwada und am 22. Dezember 1952 zur Gründung des Bistums Warangal.
Am 19. September 1953 wurde das Bistum Hyderabad durch Papst Pius XII. mit der Apostolischen Konstitution Mutant res zum Erzbistum erhoben. Das Erzbistum Hyderabad gab am 31. Mai 1976 Teile seines Territoriums zur Gründung des Bistums Nalgonda ab. Weitere Gebietsabtretungen erfolgten am 17. Dezember 1977 zur Gründung des Bistums Aurangabad und am 24. Juni 2005 zur Gründung des Bistums Gulbarga.

## Kirchenprovinz
- Erzbistum Hyderabad

1. Bistum Adilabad
2. Bistum Cuddapah
3. Bistum Khammam
4. Bistum Kurnool
5. Bistum Warangal

## Ordinarien

### Apostolische Vikare von Hyderabad
- Daniel Murphy, 1851–1865, später Erzbischof von Hobart
- Jean-Dominique Barbero (PIME), 1870–1881
- Peter Caprotti PIME, 1882–1886

### Bischöfe von Hyderabad
- Peter Caprotti PIME, 1886–1897
- Pierre-André Viganò SJ, 1897–1909
- Dionigi Vismara, 1909–1948
- Alphonsus Beretta PIME, 1950–1953, dann Bischof von Warangal
- Joseph Mark Gopu, 1953

### Erzbischöfe von Hyderabad
- Joseph Mark Gopu, 1953–1971
- Saminini Arulappa, 1971–2000
- Marampudi Joji, 2000–2010
- Thumma Bala, 2011–2020
- Anthony Kardinal Poola, seit 2020